# Prijsband

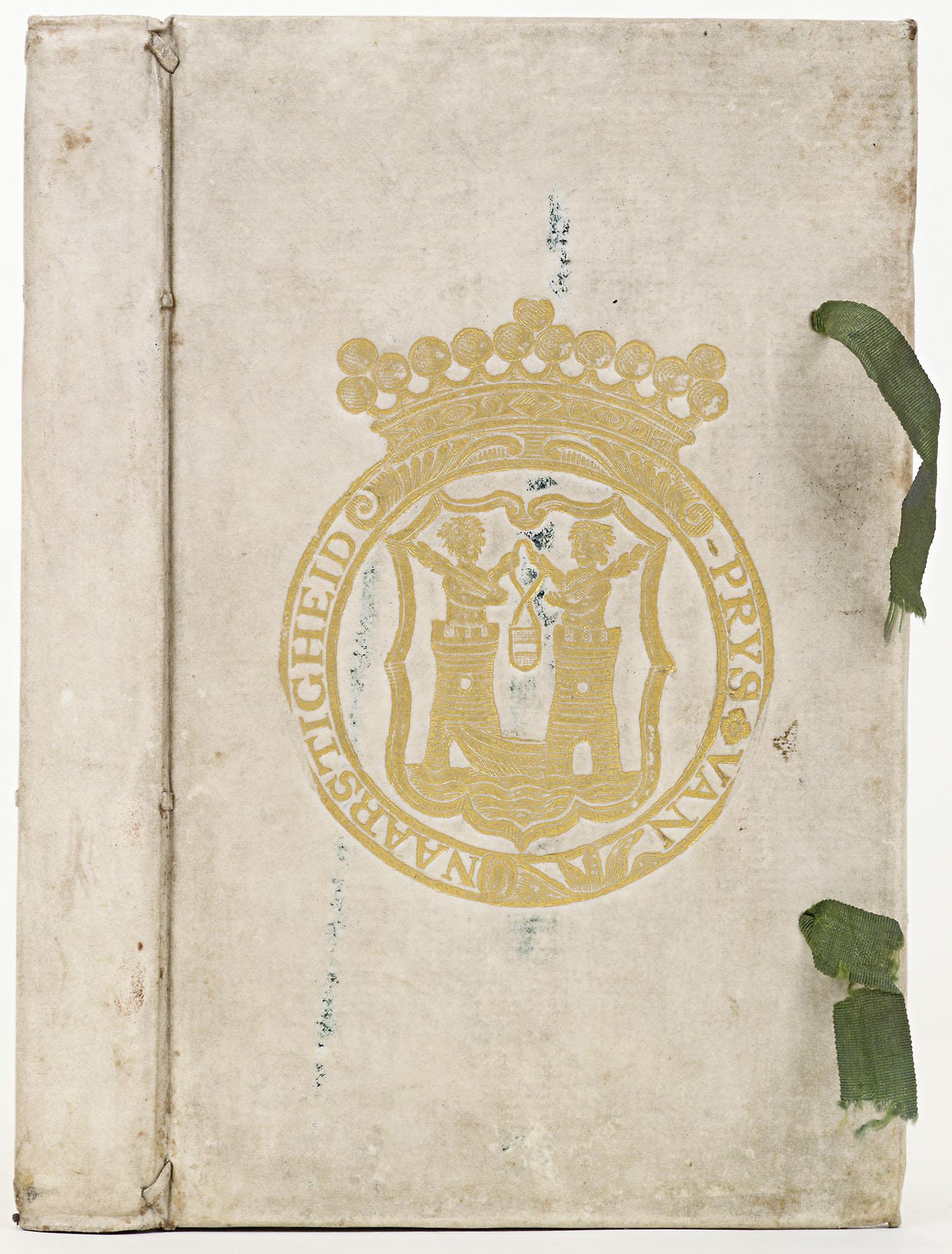
Prijs van naarstigheid ofwel vlijt, een prijsband die circa 1780-1790 uitgereikt werd te Veere

Een prijsband is een boek dat in de 16-19e eeuw aan leerlingen werd gegeven die een goede prestatie leverden op school. Dit in de 16e eeuw opgekomen verschijnsel drong in de 17e eeuw door tot de Latijnse scholen in Nederland. Het verdween in Nederland in het midden van de 19e eeuw, maar in andere landen, zoals Engeland, werden prijsboeken nog tot diep in de 20e eeuw aan leerlingen van middelbare scholen uitgereikt, die opvallend goede cijfers hadden behaald.
Zo’n boek wordt met 'band' aangeduid omdat het voorzien werd van een speciale boekband van leer of perkament met een supralibros, een stempel in bladgoud van de stad of de school die het boek financierde, waardoor het zich gemakkelijk onderscheidt van andere boeken. Soms kreeg het boek ook een opvallende versiering. Voorin werd een geschreven of gedrukte prijs aangebracht, een vel papier waarop de rector van de school of een andere hoogwaardigheidsbekleder zijn handtekening zette in een formule waarin de reden van de bekroning werd vermeld. Wanneer een dergelijk boek in andere handen overging, werd de prijs vaak verwijderd.
Vóór 1800 was dit boek doorgaans een tekst uit de klassieke literatuur, hetzij literair, hetzij historisch, bijvoorbeeld van Lucanus, Vergilius of Pompeius Trogus. Ook werden er wel echte taalleerboeken uitgereikt. Later ontving de leerling vaak (stichtelijke) dichtwerken of andere opvoedkundig verantwoorde boekwerkjes, terwijl de uitvoering vereenvoudigd werd. Soms bestond de onderscheiding alleen uit het woord 'Ereprijs' op een eenvoudig kartonnen omslag gedrukt. In België, Frankrijk en Engeland waren later gouden bandstempels van scholen de standaard. In Nederland uitgereikte prijsboeken onderscheiden zich sinds ongeveer 1860 alleen nog door een ingeplakt briefje met de naam van de leerling en die van de directeur van de school.
De prijsuitreiking was een feestelijke bijeenkomst op school, waarbij de uitverkoren leerlingen een dankwoord in het Latijn moesten opzeggen.